# Chorthippus brunneus
Espèce
Statut de conservation UICN

 LC  : Préoccupation mineure
Chorthippus brunneus, le criquet duettiste, est une espèce de criquets de la famille des Acrididae.

## Dénominations
Cette espèce a été nommée Chorthippus brunneus par Thunberg en 1815.
Synonymes : Glyptobrotus brunneus Thunberg ; Stauroderus brunneus Thunberg ; Chorthippus bicolor Charpentier, 1825 ; Stauroderus variabilis Fieber, 1852.

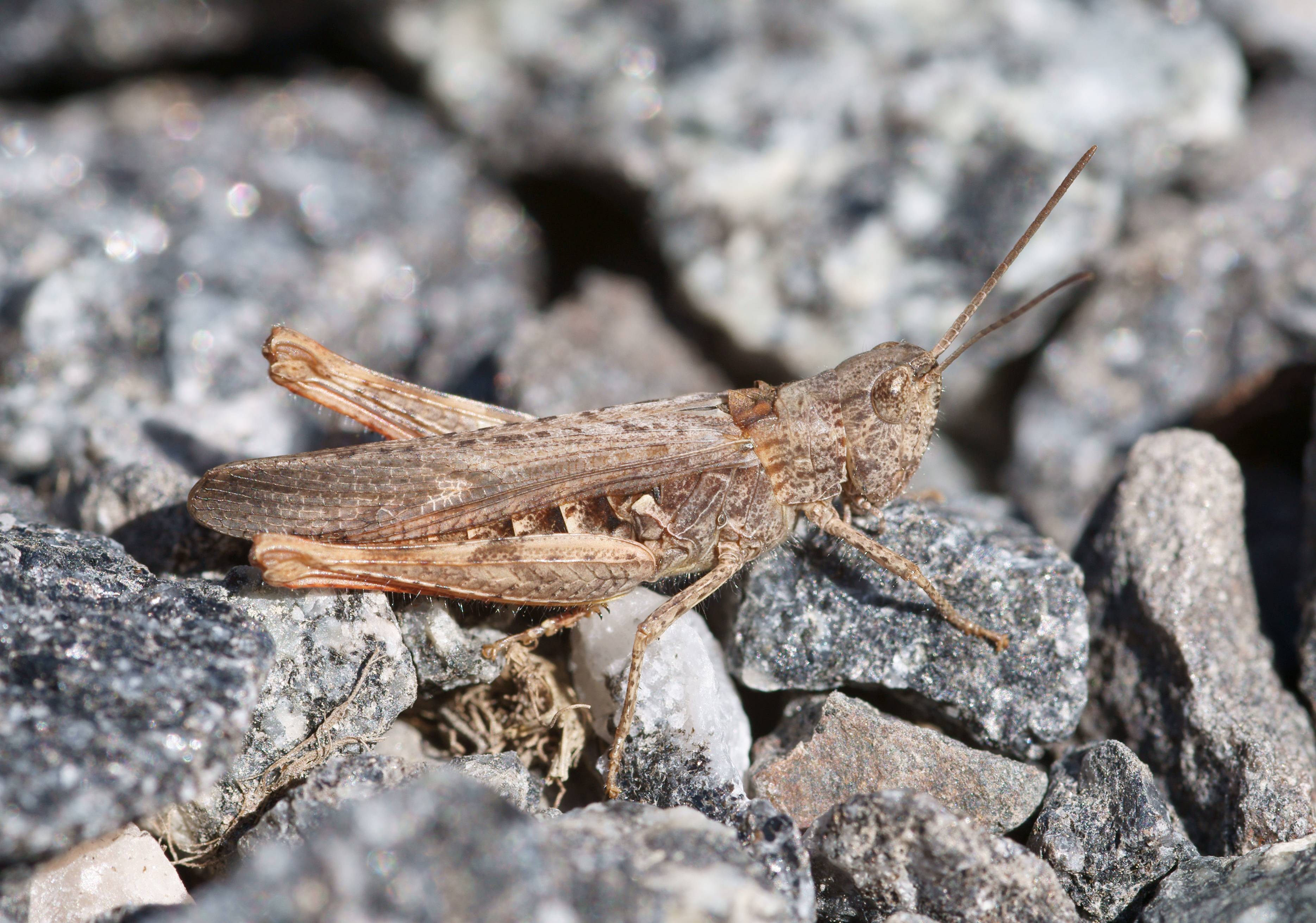
Chorthippus brunneus.
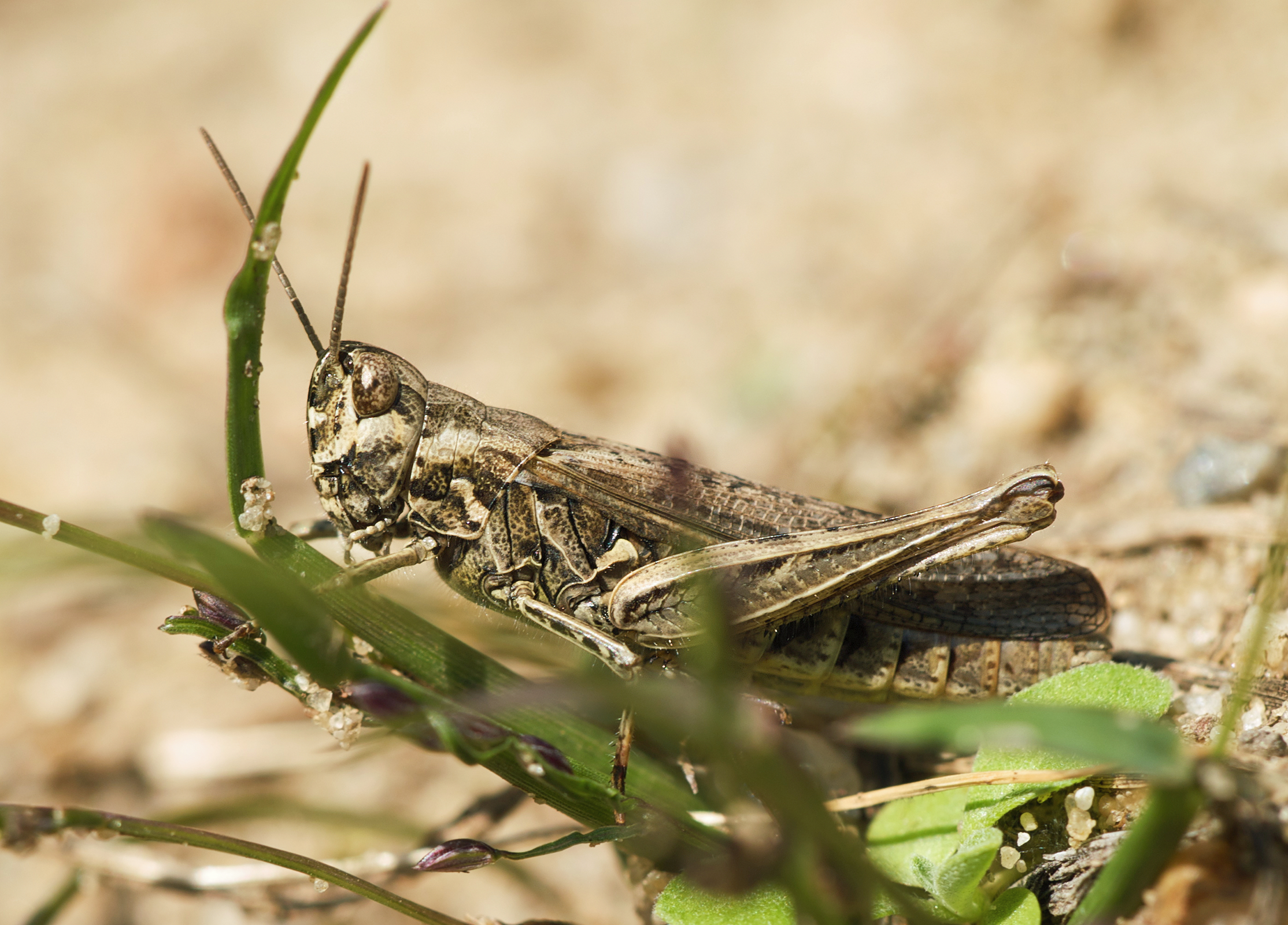
Chorthippus brunneus.
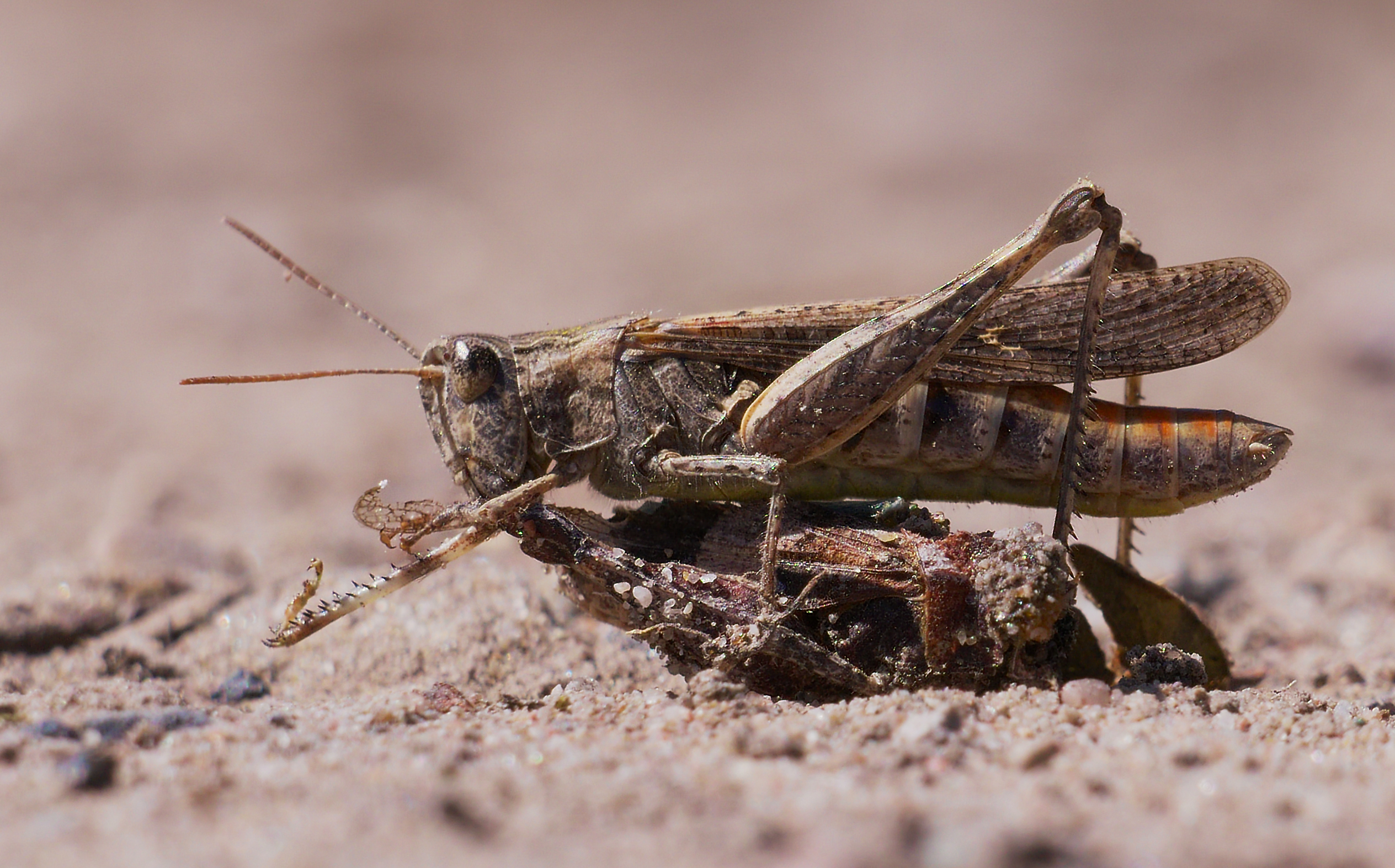
Une femelle.

## Description
Le mâle mesure 14 à 18 mm et la femelle 19 à 25 mm.
Colorations variables : gris, vert, brun pourpre ou noir. Le bord antérieur de l'élytre est renflé à la base et le sternum est pubescent (voir photo à droite).

## Distribution
Cette espèce eurosibérienne se rencontre en Europe (de la Scandinavie à l'Italie et aux Pyrénées) et dans le nord de l'Asie, les adultes de mi-mai à début novembre.
Présent dans toute la France, également en Corse.

## Liste des sous-espèces
Selon Orthoptera Species File (1er avril 2010) :
- Chorthippus brunneus brevis (Klingstedt, 1939) ;
- Chorthippus brunneus brunneus (Thunberg, 1815).

## Biotope et stridulation
Ce criquet affectionne les pelouses sèches ou clairsemées, les chemins ensoleillés, les vignes, les carrières, les milieux découverts à la végétation pauvre.
Ses qualités de bon voilier lui permettent de gagner parfois des zones urbaines.
Le chant est strident : 6 à 10 notes brèves et sèches répétées 2 ou 3 fois en 5 secondes. Si deux mâles rivaux se rencontrent, ils alternent leurs chants en les intensifiant (d'où le nom vernaculaire, « duettiste »).

## Anecdote
Par temps suffisamment chaud, il est facile de provoquer l'émission de stridulations en imitant, même de façon très approximative, le chant des mâles.